# دغنل (باكينجهامشير)
دغنل (بالإنجليزية: Dagnall)‏ هي قرية تقع في المملكة المتحدة في باكينجهامشير. يقدر عدد سكانها بـ 511 نسمة .